# Lycaenopsis limbatus
Lycaenopsis limbatus är en fjärilsart som beskrevs av Moore 1879. Lycaenopsis limbatus ingår i släktet Lycaenopsis och familjen juvelvingar. Inga underarter finns listade i Catalogue of Life.